# Aspisoma yechae
Aspisoma yechae is een keversoort uit de familie glimwormen (Lampyridae). De wetenschappelijke naam van de soort werd voor het eerst geldig gepubliceerd in 1966 door McDermott.